# Alexander Ireland
Alexander Ramsay "Alex" Ireland (Leith, Escòcia, 11 de febrer de 1901 - Leith, gener de 1966) va ser un boxejador escocès que va competir durant la dècada de 1920.
El 1920 va prendre part en els Jocs Olímpics d'Anvers, on guanyà la medalla de plata de la categoria del pes wèlter, en perdre la final contra Bert Schneider.
El 1921 es proclamà campió de pes wèlter de l'Amateur Boxing Association of England. Entre 1922 i 1930 lluità com a professional, amb un balanç de 20 victòries, 9 derrotes i 2 combats nuls.